# يا له من عالم رائع (أغنية)
«يا له من عالم رائع» (What a Wonderful World) هي أغنية كتبها بوب ثييل وجورج ديفيد وايس. تم تسجيلها لأول مرة من قبل لويس أرمسترونج وتم إصدارها في عام 1967 كأغنية منفردة، والتي تصدرت قوائم البوب في المملكة المتحدة.
بعد ظهورها في فيلم صباح الخير يا فيتنام، أعيد إصدار الأغنية كأغنية منفردة في عام 1988، وارتفعت إلى المرتبة 32 على بيلبورد هوت 100.

## التاريخ
كتب الأغنية المنتج بوب ثييل (باسم «جورج دوغلاس») والملحن والعازف جورج ديفيد فايس.
يزعم أحد المصادر أن الأغنية عُرضت لأول مرة على توني بينيت، الذي رفضها، على الرغم من أن كاتب سيرة لويس أرمسترونغ ريكي ريكاردي يعارض هذا الادعاء. يروي جورج وايس في كتابه: Off the Record: Songwriters on Songwriting by Graham Nash أنه كتب الأغنية خصيصًا للويس أرمسترونج. استلهم فايس من قدرة آرمسترونغ على الجمع بين الناس من أعراق مختلفة.

## نسخة إيفا كاسيدي وكاتي ميلوا
في عام 2007، سجلت المغنية وكاتبة الأغاني الجورجية البريطانية كاتي ميلوا نسخة من الأغنية مع المغنية وعازفة الجيتار الأمريكية إيفا كاسيدي، التي توفيت عام 1996. تم تسجيل الدويتو الذي سجلته ميلوا على مسار كاسيدي الأصلي في أواخر عام 2007 كأغنية خيرية لصالح الصليب الأحمر البريطاني. ميلوا، التي تعتبر كاسيدي واحدة من أساطيرها الموسيقية، سبق لها أن غنت مع كاسيدي بهذه الطريقة عشية عيد الميلاد عام 2006، عندما غنت «فوق قوس قزح» على قناة بي بي سي وان ديو إمبوسيبل مع شريط فيديو لكاسيدي وهي تغني الأغنية.
عندما وصلت الأغنية إلى المرتبة الأولى في المملكة المتحدة، شكرت ميلوا كل من اشترى الأغنية، قائلة: «شكرًا لكل من أظهر مثل هذه النوايا الحسنة الاحتفالية».

## روابط خارجية
- How political is What A Wonderful World? – BBC News article about history and meaning of song
- كلمات الأغنية الكاملة على مترولايركس
- Barrueco & Balles Music مسرحية يا له من عالم رائع